# Hermann von Mohrenschild
Hermann von Mohrenschild (* 13. Februar 1860 in Soinitz, Estland; † 7. Juli 1928 in Reval) war ein deutsch-baltischer Majoratsherr und Politiker.

## Leben
Hermann von Mohrenschild entstammte der baltischen Adelsfamilie von Mohrenschildt. Er besuchte die Ritter- und Domschule zu Reval. Anschließend studierte er Landwirtschaft in Halle, wo er ab 1879 Mitglied des Corps Guestphalia war. Nach dem Tod des Vaters musste er das Studium unterbrechen, um als einziger Sohn die Erbgüter Soinitz und Lewer (Leevre) zu übernehmen. 1882 heiratete er Elisabeth von Wetter-Rosenthal. Mohrenschild bekleidete mehrere ehrenamtliche Funktionen in der kirchlichen und Landesverwaltung, unter anderem als Kreisdeputierter. 1910 wurde er zum Landrat gewählt, dem höchsten Posten der Selbstverwaltung im Baltikum.
Nach der deutschen Niederlage im Ersten Weltkrieg musste Mohrenschild nach Deutschland flüchten und hielt sich zwei Jahre in Stettin auf. Seine Güter wurden in der Landreform von 1919 durch die Republik Estland entschädigungslos enteignet. 1921 kehrte er noch einmal nach Estland zurück, um seine früheren Besitzungen in Pacht zu übernehmen. Beide musste er aber noch 1921 bzw. im Mai 1923 wieder abgeben und wurden parzelliert. Ab 1923 lebte Mohrenschild endgültig in Deutschland und ließ sich in Potsdam nieder. Er starb 1928 bei einem Verwandtenbesuch in Reval.